# Polyblastus westringi
Polyblastus westringi är en stekelart som beskrevs av Holmgren 1857. Polyblastus westringi ingår i släktet Polyblastus och familjen brokparasitsteklar. Arten är reproducerande i Sverige. Inga underarter finns listade i Catalogue of Life.